# Reinaldo Montero
Reinaldo Montero (Ciego Montero, Cienfuegos, 15 de abril de 1952) es un novelista, dramaturgo y guionista cubano. Licenciado en Filología por la Universidad de La Habana, es autor de la saga en proceso Septeto habanero compuesto por los libros Fabriles, Donjuanes, Misiones y otros. Ha sido jurado en certámenes nacionales y extranjeros, y ha dictado conferencias y llevado talleres en numerosos países. Es miembro de número de la Academia Cubana de la Lengua y miembro correspondiente de la Real Academia Española. . .

## Libros publicados
(Solo se consignan las primeras ediciones)
Narrativa
- El viaje circular, editorial HarperCollins, México 2018. «Premio de la Crítica» 2023.
- Cuentos de nunca acabar, Editorial Verbum, Madrid, 2014.
- Bajando por calle del Obispo, 2008.
- La visita de la Infanta, 2005 Premio «Alejo Carpentier» 2005, «Premio de la Crítica» 2006.
- Música de cámara, 2004.
- Misiones (Septeto habanero volumen III)2001. [«Premio de la Crítica» 2002].
- Trabajos de amor perdidos, 1997 [Premio «Juan Rulfo» 1996].
- 6 mujeres 6 [edición bilingüe español-portugués], 1994.
- El suplicio de Tántalo (otra vez), 1994.
- Fabriles (Septeto habanero volumen I), 1988.
- Donjuanes (Septeto habanero volumen II) 1986 Premio Casa de las Américas.

Teatro
- Dos Ríos, editorial Alarcos, La Habana 2022 «Premio Virgilio Piñera» 2020.
- Áyax y Casandra, 2016.
- Ritos I, 2009.
- Ritos II, 2009.
- Liz, 2007.
- La violación 2004.
- Concierto barroco [basada en la novela homónima de Alejo Carpentier con la colaboración de Laura Fernández] 2004.
- Rosa Fuentes [basada en la novela Un mundo de cosas de José Soler Puig] 2003.
- Fausto 2003.
- Los equívocos morales 1999 [Premio «Castilla-La Mancha» 1992].
- Medea 1997 [Premio «Italo Calvino» 1996, «Premio de la Crítica» 1997].
- Historias de Caracol
- Memoria de las lluvias 1989.
- Con tus palabras 1987 [Premio «David» 1984].

Poesía y ensayo
- Manera de ser Sófocles [ensayo sobre Abelardo Estorino] 2004.
- Sin el permiso de Mussorgski [Poesía] 1992.
- En este café de Ronda [Poesía] 1992.
- En el año del cometa [Poesía] 1986.

Otras publicaciones
- Del Malecón a Placa. Instituto Cervantes de Atenas, Atenas 2011.
- Cuaderno de dramaturgia No. 5, Ediciones CELCIT, Caracas, Venezuela 1994.
- Cuaderno de Lectura No. 58, Ediciones UNAM, Ciudad de México 1989.
- Aparece en antologías de cuentos y de obras de teatro, tales como Dramaturgia cubana contemporánea, compilación de Ernesto Fundora, «Serie dramaturgia de la revista Paso de Gato», México 2015, Nouvelles écritures théâtrales d’Amérique latine, selección de Denise Laroutis y Christilla Vasserot, «Les cahiers de la Maison Antoine Vitez», Montreuil 2012, Kubanische Theaterstücke, selección de Heidrum Adler y Adrián Herr, Vervuert Verlang, Frankfurt am Main 1999, Cuentos de cine, selección de José Luis Borau, Editorial Alfaguara, Madrid 1996, Remaking a Lost Harmony (Stories from the Hispanic Caribbean), selección de Margarite Fernandez Olmos y Lizabeth  Paravisini-Gebert, White Pine Press, New York 1995, A labbra nude (Racconti dall’ultima Cuba), selección de Danilo Manera, Feltrinelli Editore, Milano 1995, Der Morgen ist die letzte Flucht (Kubanische Literatur zwischen den Zeiten), selección de Thomas Brovot y Peter B. Schumann, Edition dia, Berlín 1995.
- Poemas, cuentos (enlace roto disponible en Internet Archive; véase el historial, la primera versión y la última)., fragmentos de novela, obras de teatro, artículos y ensayos han aparecido en publicaciones periódicas cubanas y extranjeras.

## Obras de teatro estrenadas
(Solo se consignan los estrenos absolutos)
- Robin, Dir. Sahily Moreda, Compañía del cuartel, La Habana 2024.
- El teólogo y la cocinera, Dir. Sahily Moreda, Compañía del cuartel, La Habana 2019.
- El sacrificio, Dir. Sahily Moreda, Compañía del cuartel, La Habana 2017.
- Áyax y Casandra, Dir. Sahily Moreda, Compañía del cuartel, La Habana 2016.
- El dorado, Dir. Sahily Moreda, Compañía del cuartel, La Habana 2015.
- Liz, Dir. Rodolfo García, Grupo Os Satyros, La Habana 2008.
- La violación, Dir. Pedro Vera, Grupo Teatro D´Sur, Matanzas 2006.
- Desesperados, Dir. Carlos Pérez Peña, Grupo Teatro Escambray, La Habana 2004.
- Fausto, Dir Julio César Ramírez, Compañía Teatro de Dos, La Habana 1999.
- Medea, Dir. Abelardo Estorino, Compañía Hubert de Blanck, La Habana 1997.
- Los equívocos morales, Dir. Javier Fernández Jure, Grupo Teatro Escambray, La Habana 1995.
- Concierto barroco [adaptación de la novela homónima de Alejo Carpentier con la colaboración de Laura Fernández], Dir. Raquel Revuelta, Grupo Teatro Estudio de Cuba, Cádiz 1992.
- Fabriles [versión de Rafael González], Dir. Carlos Pérez Peña, Grupo Teatro Escambray, La Habana 1991.
- La noche del Pinto, Dir. Pedro Vera, Grupo Teatro D´Sur, Matanzas 1991.
- Aquiles y la tortuga, Dir. Silvano Suárez, Compañía Teatro Nacional de Cuba, La Habana 1989.

## Premios
- Premio Nacional de la Crítica 2023 por El viaje circular
- Premio Virgilio Piñera 2021 por Dos Ríos
- Premio SGAE 2018 por El sueño del amor produce monstruos
- Premio Nacional de la Crítica 2009 por Liz
- Premio Fray Luis de León 2007 por Liz
- Premio Nacional de la Crítica 2006 por La visita de la Infanta
- Premio Alejo Carpentier de novela 2005 por La visita de la Infanta
- Premio Nacional de la Crítica 2002 por Misiones
- Premio Nacional de la Crítica 1997 por Medea
- Premio Juan Rulfo 1996, que convoca Radio Francia Internacional y el Centro Cultural de México en París por Trabajos de amor perdidos
- Premio Castilla-La Mancha 1992 por Los equívocos morales
- Premio Benalmádena 1988 por El arte de la fuga
- Premio Casa de las Américas 1986 por Donjuanes
- Premio Italo Calvino 1996 por Medea
- Premio Caimán Barbudo 1985 por Visitaciones de Emilio
- Premio David (para autores inéditos), 1984 por Con tus palabras

## Otras labores
Ha escrito guiones para cine (El encanto del regreso, Bajo presión, El vals de La Habana Vieja, etc).
Ha sido jurado en certámenes nacionales e internacionales, incluido el «Casa de Las Américas» y el de guiones inéditos del Festival del Nuevo Cine Latinoamericano.
Ha participado en Ferias del libro y encuentro de escritores, ha hecho lecturas, dictado conferencias, y orientado seminarios y talleres de dramaturgia, de guiones de cine y de narrativa en Alemania, Argentina, Bélgica, Brasil, Bulgaria, Canadá, Colombia, Cuba, España, Francia, Grecia, Holanda, Italia, México, Panamá, Perú, Polonia, Portugal, Ucrania, Venezuela, en eventos e instituciones como El Colegio de México, El Centro Cultural Banco do Brasil, la Escuela Internacional de Cine de San Antonio de los Baños (Cuba), la Feria del libro de Frankfurt, el Congreso del Pen Club International, en universidades como la de Salamanca, La Sapienza (Roma), Freie Universität (Berlín).
Con el Grupo Teatro Estudio y con la Compañía Hubert de Blanck ha asesorado más de una treintena de obras de teatro, tales como Lisístrata de Aristófanes, Macbeth de William Shakespeare, Galileo Galilei de Bertolt Brecht, El precio de Arthur Miller, Aire Frío de Virgilio Piñera, Vagos rumores de Abelardo Estorino.
Con el Centro Cultural de España, el Instituto Goethe y las embajada de Polonia y Francia en Cuba ha encausado un sinnúmero de proyectos de teatro, literatura y artes visuales, en una colaboración que abarca más de veinte años.

## Además
Es miembro de número de la Academia Cubana de la Lengua y miembro correspondiente de la Real Academia Española.
Es Licenciado en Filología por la Universidad de La Habana.
Ha recibido auspicios y becas de instituciones como Goethe Instituto y Kulturreferat de Munich en Villa Waldberta (agosto a octubre de 2001), Ville Paris (Mairie de Paris) en el Centre International des Récollets (julio a septiembre de 2009), Secretaría de Relaciones Exteriores de México (octubre de 2013 a marzo de 2014).
La novela Música de cámara (afinidades) ha sido llevada al cine como Afinidades (2010) por los directores Vladimir Cruz y Jorge Perugorría.